# Code2000
Code2000是一种衬线体的TrueType类型计算机字体。

## 概要
Code2000是计算机字体Times的拓展版本之一。比起Times，它的线高更大，省略了字符间距，添加了足够的字形来覆盖Unicode版本，因此它支持大多数微软代码页，但也导致其庞大的容量（13MB）。
它包括汉形意符号排版表（中日朝，表意文字補充平面），但和Times不同的是，它在14–18点时不需要抗锯齿平滑处理，而且它只有正体字符，而没有斜体版本。
由于使用同样的引擎进行描摹而没有根据不同尺寸进行调整，Times和Code2000中的字符看起来有些许宽和圆。Code2000横排文本看起来具有更宽的线间距，因为它拥有较大的字框（为显示一些拓展字符Code2000需要更大的空间）和描摹限制，而字符形状保持不变。Code2000本身缺乏间距对定义的性质也影响了一些描摹过程中的字符间距离。

## 脚注
1. ↑  .   [2012-02-06]. （原始内容存档于2012-02-05）.

## 外部連結
- www.code2001.com （页面存档备份，存于） （英文）